# 陳立農
陳立農（2000年10月3日—），臺灣男歌手及演員。高雄市人，臺灣傳奇星娛樂旗下藝人。
2017年12月赴北京參加愛奇藝偶像男團競演養成類真人秀《偶像練習生》錄製。2018年4月6日以總票數第二名，成為NINE PERCENT九人男團一員，正式出道。2019年10月6日NINE PERCENT限定期滿解散。解散後陳立農攜手環球唱片發展歌唱事業，在2020年推出首張個人專輯《格格不入》並舉行線上演唱會。同年12月，擔綱演出男主「王子進」一角的電影《赤狐书生》於世界各地陸續上映。

## 演藝生涯

### 早年經歷
2016年8月，到台北讀高中，經紀公司建議重心放在完成高中表演藝術科的課業學習上。2017年12月，陳立農參加中國大陸首檔偶像男團競演養成類真人秀《偶像練習生》錄製。

### 演藝經歷

#### 2018年
1月19日，在《偶像練習生》第一期表現引發熱烈回響，人氣急升，並在節目中取得了24小時實時人氣榜及周榜的第一名。4月6日《偶像練習生》總決賽現場，陳立農以總票數20,441,802票的成績獲得第二名，正式成為《NINE PERCENT》的一員。
10月3日於北京舉辦《陳立農 MY GIRL 1003 生日會》。

#### 2019年
3月19日宣布參演電影《赤狐書生》（原名《春江花月夜》）並飾演男主角王子進,  10月6日《NINE PERCENT》限定團期滿解散，10月3日舉辦《陳立農20BEST全球生日線上演唱會》,  10月12日在廣州出席「限定的記憶」告別演唱會正式從《NINE PERCENT》團體畢業11月19日於北京簽約加入《環球音樂》。

#### 2020年
5月29日正式發行首張個人專輯《格格不入》, 8月7日舉辦《陳立農《格格不入》專輯線上首唱會》, 10月3日舉辦《陳立農 20 BEST 全球生日線上演唱會》, 12月4日主演首部電影《赤狐書生》於中國大陸、澳洲、紐西蘭、新加坡、泰國、香港、馬來西亞和韓國陸續上映。

#### 2021年
2月11日首次參加《央視春晚》, 7月17日作為常駐嘉賓參加代際互動觀察類遊戲綜藝《牛氣滿滿的哥哥》, 10月3日舉辦《敬長大Grown 21生日線上演唱會》,  12月31日推出第二張專輯《日心説》。

#### 2022年
8月12日加盟經營體驗綜藝節目《中餐廳第六季》, 12月7日發佈首部個人寫真集《暖冬》。

#### 2023年
1月13日於長沙簽約加入《天娛傳媒》, 1月21日第二次參加《央視春晚》, 4月15日舉辦《反轉未來全球線上首唱會》, 6月28日以常駐嘉賓身份參與錄製的户外運動社交真人秀《出發！趣野吧》, 10月6日於成都舉辦《陳立農 為我停留 23歲生日演唱會》。

#### 2024年
2月6日電影《無歸客》開機,  陳立農一人分飾兩角，分別飾演燕雲升和夜剎,  5月21日於北京正式宣布簽約《華納音樂》, 6月6日推出第三張專輯《青春為名》上部曲-戀, 8月19日推出第三張專輯《青春為名》下部曲-淚, 8月23日宣布加入電影《謊言之軀》擔任特別主演, 飾演陳銘峻一角。12/28《青春為名 2025 陳立農 全球巡迴演唱會》上海站首場。

#### 2025年
1月18日電影《奇妙的我們》開機, 擔任男主角, 飾演李飛(阿飛)一角, 預計2025年暑假上映。2月22日《青春為名 2025 陳立農 全球巡迴演唱會》廣州站。

## 音樂作品

### 個人單曲
| 年份 | 日期     | 曲目                               | 作詞                                                       | 作曲                                         | 備註                                                                            |
| 2018 | 6月20日  | 《解碼遊戲》                       | 周明骏 Axel李雨壕 Chris M. Yong                            | 周明骏 Axel李雨壕 Chris M. Yong              | 電影《解碼遊戲》 同名主題曲                                                     |
| 2018 | 10月3日  | 《我是你的》                       | 林耕禾                                                     | 林耕禾                                       | 首支抒情單曲                                                                    |
| 2018 | 10月9日  | 《Hi室友》                         | 王彥霖                                                     | 胡彥斌                                       | 與金星、張儷、王彥霖、胡先煦、周潔瓊、高秋梓、單良合唱 綜藝節目《Hi室友》主題曲 |
| 2019 | 1月1日   | 《一半是我》                       | 葛大爲 陳立農                                              | 林耕禾                                       | 全新抒情單曲                                                                    |
| 2019 | 1月5日   | 《有夢可待》                       | 楊哲                                                       | 姜東潤 安兌錫                                | 電視劇《幕後之王》 片頭曲                                                       |
| 2019 | 8月29日  | 《前程似锦》                       | 吳易緯                                                     | 吕孝廷 高维纶 唐绍崴 吴思贤                  | 與李現合唱 電影《春江花月夜》 殺青曲 （電影改名：赤狐書生）                     |
| 2019 | 9月26日  | 《為你綻放》                       | 林耕禾 陳立農                                              | 林耕禾                                       | 《限定的記憶》專輯                                                              |
| 2019 | 10月31日 | 《專屬合約》                       | Dan Whittemore 唐紹崴 蕭恒嘉                               | Dan Whittemore 唐紹崴 蕭恒嘉                 | 1MILLION DANCE STUDIO編舞                                                       |
| 2020 | 1月1日   | 《幸福特寫》                       | 王搏                                                       | Ji Won Park Jae Ha Seo Hyun Min Kang         | 暖冬抒情單曲                                                                    |
| 2020 | 10月3日  | 《桃浦男孩》                       | 孫雪涵 李雨婷 蔡安琪                                       | 章李婕 王晨                                  | 公益單曲 《桃浦路1003號的男孩》應援曲                                           |
| 2020 | 11月20日 | 《BEST造就王者》                   | 唐紹崴 KIRE 高維綸 中文詞：嚴云農                          | 唐紹崴 KIRE 高維綸                           | 2020全新壓軸單曲 慶祝環球音樂 簽約一週年                                        |
| 2020 | 12月2日  | 《年少無邪》                       | 付茂華                                                     | 鄧智偉CW                                     | 電影《赤狐書生》 片尾曲                                                         |
| 2021 | 1月21日  | 《小小花朵》                       | 呂孝廷                                                     | 呂孝廷                                       | 兒童安全教育工程 公益主題曲                                                     |
| 2021 | 4月1日   | 《千萬星火》                       | 王子                                                       | 王子                                         | TME音樂關愛專輯 《星與心愿》主題曲                                              |
| 2021 | 8月5日   | 《青春的酸也很甜》                 | 楊彤Amber Yang                                             | Asher Postman Hera Lynn                      | 優酸乳24周年主題曲 後收錄於專輯 《日心說》                                      |
| 2021 | 10月3日  | 《敬長大》                         | 楊彤Amber Yang                                             | 王曉東                                       | 21歲生日單曲 後收錄於專輯 《日心說》                                            |
| 2022 | 1月25日  | 《尋夢而來》                       | 良朋                                                       | 唐軼                                         | 2022冬奧青春 冰雪主題曲                                                         |
| 2022 | 2月14日  | 《唯一的你》                       | 劉恩汛/牟玲                                                | Hubert Ng(黃宇哲) JYPHAN                     | 和平精英情人節單曲                                                              |
| 2022 | 9月4日   | 《路》                             | 鄭亦鈞 洪璐                                                | 鄭亦鈞                                       | 影視劇《罰罪》 人物主題曲                                                       |
| 2022 | 10月3日  | 《他們都不懂》                     | h3R3                                                       | h3R3                                         | 22歲生日單曲                                                                    |
| 2022 | 12月6日  | 《野百合也有春天》                 | 羅大佑                                                     | 羅大佑                                       | 《風吹半夏》 年代經典OST特別企劃                                                |
| 2023 | 10月7日  | 《為我停留》                       | 許冠豪 4IN 余竑龍                                          | 許冠豪                                       | 23歲生日單曲                                                                    |
| 2024 | 4月6日   | 《這晚風》                         | kimswings                                                  | Kimswings Lance Lin伯璋 Syc.                 | 2024全新單曲 後收錄於專輯 《青春為名》                                          |
| 2024 | 5月6日   | 《還愛著你》                       | 林言奕                                                     | 林言奕 姚逸軒                                | 後收錄於專輯 《青春為名》                                                       |
| 2024 | 8月6日   | 《青春為名》                       | 吳易緯                                                     | 張簡君偉                                     | 後收錄於專輯 《青春為名》                                                       |
| 2024 | 12月3日  | 《密室逃脫》                       | Gusten Dahlqvist Didrik Thott Christian Fast 中文詞:吳易緯 | Gusten Dahlqvist Didrik Thott Christian Fast | 《青春為名 2025 陳立農 全球巡迴演唱會》限定曲                                   |
| 2025 | 1月22日  | 《從前說 (全球演唱會Live限定版) 》 | 劉通                                                       | 劉通                                         | 《青春為名 2025 陳立農 全球巡迴演唱會》上海場LIVE限定單曲                       |
| 2025 | 2月14日  | 《Kiss me》                        | 廖軒逸Henry Liao 舒涵Shellen Kimswing                      | 廖軒逸Henry Liao 舒涵Shellen Kimswing        | 《青春為名 2025 陳立農 全球巡迴演唱會》情人節巡迴演唱會限定單曲                 |
| 2025 | 6月13日  | 《可不可以》                       | 劉偉鋒                                                     | 劉偉鋒                                       | 《青春為名 2025 陳立農 全球巡迴演唱會》Live限定單曲                             |
| 2025 | 7月18日  | 《Moving on》                      | Adrian Enegård                                             | Adrian Enegård                               | 《青春為名 2025 陳立農 全球巡迴演唱會》0719寧波站 全球限定單曲 (首支英文單曲)   |
| 2025 | 8月14日  | 《完美獵人》                       | 徐思浩                                                     | 孫長磊                                       | 全新單曲 8/14突襲上線                                                           |

### 受邀合唱單曲
| 曲目       | 日期          | 專輯                  | 備註         |
| 《配對配》 | 2020年11月5日 | 楊丞琳《LIKE A STAR》 | 與楊丞琳合唱 |

### 專輯
| 專輯# | 專輯名稱                | 發行日期       | 發行公司 | 曲目 |
| ----- | ----------------------- | -------------- | -------- | --- |
| 1st   | 《格格不入》            | 2020年5月29日  | 環球音樂 | 曲目 1. 我夢見你 2. 格格不入 3. 一無所知（feat. 徐佳瑩） 4. 萬分之一 5. 溫柔時空 6. 卸妝卸裝 7. 夏日滋味 8. 早該知道 9. 最後章節 10. 統計學改 11. 曾經男孩 12. Masterpiece（feat. Hailee Steinfeld）(Inst.) |
| 2nd   | 《日心說》              | 2021年12月31日 | 環球音樂 | 曲目 1. 翻篇 2. 不散 3. 敬長大 4. 日心說 5. 反轉未來 6. 重新選擇 7. 初心的向陽 8. 愛我多一些 9. 舊厝的瓦斯爐 10. 往幸福的路上 11. 今晚嫁給我吧（feat. 王彦霖） 12. 青春的酸也很甜(Inst.)                    |
| 3rd   | 《青春為名》上部曲 - 戀 | 2024年6月6日   | 華納音樂 | 曲目 1. 很高興認識你 2. 一杯水的距離 3. 這晚風 4. 還愛著你 5. 失戀博物館 6. 有沒有一種可能 |
| 3rd   | 《青春為名》下部曲 - 淚 | 2024年8月19日  | 華納音樂 | 曲目 1. 青春為名 2. 愛回去 3. 委曲求全 4. 明天會忘了誰的眼淚 5. 九月 6. 天堂沒有眼淚 |

### 《偶像練習生》演唱曲目
| 环节                  | 曲目            | 合作演唱者 | 備註        |
| 首次等級評定          | 《女孩》        | （無） | 原唱 韋禮安 |
| 主题曲                | 《Ei Ei》       | 全體練習生99人 |             |
| 小組對決              | 《大藝術家》    | 維納斯戰隊：侯浩然、孫浩然、貝汯璘、張奕軒、J-ONE                                                                                                | 原唱 蔡依林 |
| 位置测评              | 《我懷念的》    | 下雨天組合：尤長靖、李權哲、韓沐伯 | 原唱 孙燕姿 |
| 主題考核+原唱歌曲公演 | 《Firewalking》 | 十二分之七：林彥俊、木子洋、李權哲、林超澤、余明君、靈超                                                                                         |             |
| 師生合作舞台          | 《戒菸》        | 偶像KTV組合：李榮浩、尤長靖、朱正廷、靈超、陸定昊、木子洋、楊非同                                                                                | 原唱 李榮浩 |
| 出道考核+最終評價     | 《MackDaddy》   | 蔡徐坤、范丞丞、朱正廷、王子異、卜凡、錢正昊、朱星杰、秦奮、徐聖恩                                                                               |             |
| 出道考核+最終評價     | 《Forever》     | 蔡徐坤、范丞丞、黃明昊、林彥俊、朱正廷、王子異、王琳凱、尤長靖、畢雯珺、卜凡、李希侃、錢正昊、靈超、董又霖、朱星杰、鄭銳彬、秦奮、林超澤、徐聖恩 |             |

## 戲劇作品

### 電影
| 年份 | 日期    | 電影名稱       | 角色        | 導演            | 合作演員        | 備註     |
| 2020 | 12月4日 | 《赤狐書生》   | 王子進      | 伊力奇 / 宋灝霖 | 李現 / 哈妮克孜 | 男主角   |
| 2025 |         | 《無歸客》     | 燕雲升/夜刹 | 黃浩忠          | 宋洋 / 姜珮瑤   | 男二     |
| 2025 |         | 《謊言之軀》   | 陳銘峻      | 陳國輝          | 陳都靈/ 秦霄賢  | 特別主演 |
| 2025 |         | 《奇妙的我們》 | 阿飛        | 韓可一          | 林博洋/姜來     | 男主角   |

### 微電影
| 年份 | 日期    | 微電影名稱             | 角色   | 備註                                 |
| 2019 | 1月21日 | 《影子超人》           | 兒子   | 舒膚佳春節微電影                     |
| 2021 | 2月3日  | 最美表演《遠方的姑娘》 | 陳晨   | 新浪娛樂年度特別企劃《致敬勇敢的你》 |
| 2021 | 7月29日 | 《青春的酸也很甜》     | 高中生 | 優酸乳24週年微電影                   |

### MV
| 年份 | 日期     | MV曲目                | 角色     | 搭檔          | 備註                                         |
| 2019 | 1月27日  | 《我是你的》          | 戀人     |               |                                              |
| 2019 | 2月25日  | 《一半是我》          | 自己     |               |                                              |
| 2019 | 11月11日 | 《專屬合約》          | 自己     |               |                                              |
| 2020 | 5月15日  | 《我夢見你》          | 自己     |               | 首張專輯《格格不入》                         |
| 2020 | 5月28日  | 《一無所知》          | 自己     | 徐佳瑩        | 首張專輯《格格不入》                         |
| 2020 | 6月19日  | 《夏日滋味》          | 自己     |               | 首張專輯《格格不入》                         |
| 2020 | 6月26日  | 《溫柔時空》          | 弟弟     | 班鐵翔 林依晨 | 首張專輯《格格不入》                         |
| 2020 | 7月8日   | 《卸妝卸裝》          | 戀人未滿 | 邵雨薇        | 首張專輯《格格不入》                         |
| 2020 | 7月24日  | 《格格不入》          | 轉學生   | 宋偉恩        | 首張專輯《格格不入》                         |
| 2020 | 8月7日   | 《萬分之一》          | 自己     |               | 首張專輯《格格不入》                         |
| 2021 | 8月5日   | 《青春的酸也很甜》    | 高中生   |               | 第二張專輯《日心說》                         |
| 2022 | 1月7日   | 《初心的向陽》        | 自己     |               | 第二張專輯《日心說》                         |
| 2022 | 1月21日  | 《日心說》            | 尋寶者   | 李沐          | 第二張專輯《日心說》                         |
| 2022 | 1月31日  | 《舊厝的瓦斯爐》      | 兒子     | 楊謹華        | 第二張專輯《日心說》                         |
| 2022 | 3月3日   | 《重新選擇》          | 自己     |               | 第二張專輯《日心說》                         |
| 2022 | 6月15日  | 《反轉未來》電影版    | 異能者   |               | 第二張專輯《日心說》                         |
| 2022 | 6月27日  | 《反轉未來》舞蹈版    | 自己     |               | 第二張專輯《日心說》                         |
| 2022 | 10月9日  | 《他們都不懂》        | 自己     |               |                                              |
| 2023 | 10月3日  | 《為我停留》          | 戀人     | 陳妍霏        |                                              |
| 2024 | 6月13日  | 《還愛著你》          | 自己     |               | 第三張專輯《青春為名》上部曲-戀              |
| 2024 | 7月22日  | 《很高興認識你》      | 自己     |               | 第三張專輯《青春為名》上部曲-戀              |
| 2024 | 8月28日  | 《青春為名》          | 大學生   |               | 第三張專輯《青春為名》下部曲-淚              |
| 2024 | 11月7日  | 《天堂沒有眼淚》      |          |               | 第三張專輯《青春為名》下部曲-淚              |
| 2025 | 2月6日   | 《女孩》限定版Live    | 自己     | 韋禮安        | 陳立農 2025全球巡迴演唱會-上海 限定版Live MV |
| 2025 | 5月20日  | 《Kiss Me》限定版Live | 自己     |               | 陳立農 2025全球巡迴演唱會-限定版Live MV      |

### MV客串
| 首播日期 | 首播日期 | 歌曲               | 專輯               |
| 2020年   | 6月14日  | The Best For You   | 歐陽娜娜《NANA I》 |
| 2020年   | 7月3日   | Tell Me You Do Too | 歐陽娜娜《NANA I》 |
| 2020年   | 7月16日  | To Be Happy        | 歐陽娜娜《NANA I》 |

## 綜藝節目

### 固定成員
| 年份 | 播出日期                 | 播出平台 | 電視節目              | 集數 | 備註 |
| 2018 | 1月19日－4月6日          | 愛奇藝   | 偶像練習生            | 12   | 偶像男團出道競技真人秀                                                                                            |
| 2018 | 6月15日 - 6月29日        | 愛奇藝   | NINE PERCENT 花路之旅 | 3    | NINE PERCENT 美國集訓紀錄片                                                                                       |
| 2018 | 9月26日 - 12月12日       | 愛奇藝   | HI室友                | 10   | 中國首檔合宿真人秀。花絮《我的室友日記》。 房東：金星 室友：張儷、王彥霖、胡先煦、周潔瓊、高秋梓、單良            |
| 2018 | 11月4日 - 2019年1月20日  | 优酷     | 完美的餐廳            | 12   | 餐廳經營真人秀 與NINE PERCENT成員黃明昊、王子異、尤長靖一同錄製 第六期缺席，第七期回歸並與飛行嘉賓佘诗曼錄製      |
| 2019 | 10月10日 - 12月12日      | 愛奇藝   | 限定的記憶            | 10   | NINE PERCENT原創專輯音樂紀實真人秀                                                                                |
| 2019 | 10月26日 - 2020年1月10日 | 愛奇藝   | 這樣唱好美            | 12   | 擔任比心團成員。主持人：張紹剛 其他比心團成員：蔡琴、謝娜、戚薇、李承鉉、劉憲華                                   |
| 2020 | 9月12日 - 12月5日        | 浙江卫视 | 美好的时光            | 12   | 治癒系音樂旅行類節目                                                                                              |
| 2020 | 9月25日 - 11月25日       | 芒果TV   | 小巨人運動會          | 12   | 原创热血儿童运动真人秀 其他嘉賓：劉翔（發起人）、田亮（領隊召集人）、汪蘇瀧、鄭希怡、許佳琪                       |
| 2021 | 7月17日－10月2日         | 湖南卫视 | 牛氣满满的哥哥        | 12   | 代際互動觀察類遊戲競技真人秀節目 其他嘉賓：吳奇隆、王耀慶、李維嘉、乔振宇、嚴屹寬、齊思鈞、邢昭林、曾舜晞、宋威龙 |
| 2022 | 8月12日－11月18日        | 湖南卫视 | 中餐廳6               | 12   | 明星經營類美食真人秀節目 其他嘉賓：黃曉明、殷桃、尹正、章若楠、                                                   |
| 2023 | 6月28日－9月1日          | 愛奇藝   | 出發趣野吧            | 10   | 潮流戶外運動社交真人秀節目 其他嘉賓: 張震嶽、董寶石、袁姍姍、姚琛、楊芸晴                                         |

## 演唱會

### 青春為名 2025 陳立農 全球巡迴演唱會
| 場次 | 日期           | 國家/地區 | 城市 | 場館                     | 備註         |
| 1    | 2024年12月28日 | 中国大陆  | 上海 | 上海東方體育中心         | 嘉賓：韋禮安 |
| 2    | 2025年2月22日  | 中国大陆  | 廣州 | 廣州體育館1號館          | 嘉賓：楊丞琳 |
| 3    | 2025年3月16日  | 中国大陆  | 武漢 | 武漢光谷國際網球中心     | 嘉賓：王彥霖 |
| 4    | 2025年6月21日  | 中国大陆  | 北京 | 北京首都體育館           | 嘉賓：張碧晨 |
| 5    | 2025年7月19日  | 中国大陆  | 寧波 | 寧波奧體中心體育館       |              |
| 6    | 2025年8月22日  | 中国大陆  | 深圳 | 深圳灣體育中心春繭體育館 |              |
| 7    | 2025年9月6日   | 中国大陆  | 佛山 | 佛山國際體育文化演藝中心 |              |

### 生日會
| 日期          | 生日會名稱                     | 地點                      | 備註            |
| 2018年10月3日 | 陳立農 MY GIRL 1003 生日會     | 北京 國家奧林匹克體育中心 | 愛奇藝 全程直播 |
| 2020年10月3日 | 陳立農 20 BEST 全球生日演唱會  | （上海）20:00線上直播     | TME live潮現場  |
| 2021年10月3日 | 陳立農 21 Grown 21 生日演唱會  | 20:00線上直播             | TME live潮現場  |
| 2023年10月6日 | 陳立農 為我停留 23歲生日演唱會 | 成都 華熙LIVE·528         | QQ音樂 線上直播 |

### 線上演唱會
| 日期          | 演唱會名稱                 | 平台              | 表演曲目 |
| 2020年8月7日  | 《格格不入》全新專輯首唱會 | TME live 線上直播 | 《萬分之一》《溫柔時空》《卸妝卸裝》《格格不入》 《最後章節》《早該知道》《我夢見你》《夏日滋味》 |
| 2023年4月15日 | 反轉未來全球首唱會         | 抖音 線上直播     | 《反轉未來》《愛我多一些》《今晚嫁給我吧》《青春的酸也很甜》 《翻篇+重新選擇》《不散+敬長大》《初心的向陽》 《我是你的》《最後章節+早該知道》《往幸福的路上》 《舊厝的瓦斯爐》《唯一的你》《他們都不懂》《日心說》 |

### 音樂節
| 日期           | 演唱會名稱              | 地點 | 表演曲目 |
| 2020年11月21日 | 花開天下國潮音樂嘉年華  | 蘇州 | 《萬分之一》《夏日滋味》《我夢見你》《卸妝卸裝》 《BEST造就王者》                                                                                           |
| 2021年6月13日  | 海潮音樂嘉年華          | 上海 | 《有夢可待》《統計學改》《最後章節》《早該知道》 《年少無邪》《千萬星火》                                                                                   |
| 2023年5月26日  | 蔚藍新生萬寧音樂節      | 三亞 | 《初心的向陽》 |
| 2023年7月1日   | 蚌埠龍湖音樂節          | 蚌埠 | 《我是你的》《千萬星火》《他們都不懂》《重新選擇》 《愛我多一些》《幸福特寫》                                                                               |
| 2023年8月5日   | QQ音樂巔峰盛典          | 深圳 | 《夏日滋味》《青春的酸也很甜》《翻篇》《最後章節》 《唯一的你》                                                                                             |
| 2023年10月29日 | 亞洲青年音樂盛典        | 南京 | 《BEST造就王者》《萬分之一》《反轉未來》《重新選擇》 《唯一的你》《愛我多一些》《為我停留》                                                                 |
| 2023年12月10日 | 重慶青年音樂節          | 重慶 | 《BEST造就王者》《萬分之一》《幸福特寫》《初心的向陽》 《我夢見你》《為我停留》                                                                             |
| 2023年12月22日 | 扶搖直上音樂嘉年華      | 吉安 | 《BEST造就王者》《專屬合約》《曾經男孩》《千萬星火》 《翻篇》《一半是我》《為我停留》                                                                       |
| 2024年4月6日   | 台州麥玩音樂節          | 台州 | 《專屬合約》《愛我多一些》《我夢見你》《格格不入》 《往幸福的路上》《為我停留》《他們都不懂》《這晚風》                                                     |
| 2024年5月1日   | 漳州啤酒之夜演唱會      | 漳州 | 《我夢見你》《千萬星火》《專屬合約》《愛我多一些》 《初心的向陽》《為我停留》《重新選擇》《這晚風》                                                         |
| 2024年7月21日  | 蒼龍破穹國漫音樂嘉年華  | 天津 | 《很高興認識你》《唯一的你》《這晚風》《他們都不懂》 《年少無邪》《有沒有有一種可能》《一杯水的距離》《還愛著你》                                           |
| 2024年8月17日  | 玩美音雄超級演唱會      | 合肥 | 《女孩》《專屬合約》《萬分之一》《唯一的你》 《很高興認識你》《他們都不懂》《為我停留》《這晚風》 《有沒有一種可能》《一杯水的距離》《還愛著你》            |
| 2024年9月20日  | 宜刻音雄聯盟超級演唱會  | 貴陽 | 《女孩》《專屬合約》《萬分之一》《這晚風》 《有沒有一種可能》《還愛著你》《一杯水的距離》《九月》 《青春為名》                                              |
| 2024年10月20日 | 潮流音雄‧杭州站演唱會   | 杭州 | 《女孩》《專屬合約》《愛我多一些》《Best造就王者》 《這晚風》《還愛著你》《有沒有一種可能》 《明天會忘了誰的眼淚》《青春為名》                              |
| 2024年11月9日  | 奉化蜜桃音樂盛典        | 寧波 | 《女孩》《專屬合約》《萬分之一》《愛我多一些》 《幸福特寫》《夏日滋味》《千萬星火》《委曲求全》 《早該知道》《還愛著你》《天堂沒有眼淚》《青春為名》        |
| 2024年11月17日 | 樂山音雄聯盟超級演唱會  | 樂山 | 《女孩》《專屬合約》《萬分之一》《青春的酸也很甜》 《這晚風》《為我停留》《有沒有一種可能》《還愛著你》 《一杯水的距離》《天堂沒有眼淚》《青春為名》        |
| 2025年4月19日  | 蘇州留夏音樂節          | 蘇州 | 《密室逃脫》《萬分之一》《專屬合約》《很高興認識你》 《這晚風》《為我停留》《還愛著你》《有沒有一種可能》 《委曲求全》《他們都不懂》《青春為名》《Kiss Me》 |
| 2025年5月3日   | 常熟愛樂飛行演唱會      | 常熟 | 《密室逃脫》《萬分之一》《專屬合約》《愛我多一些》 《唯一的你》《這晚風》《為我停留》《有沒有一種可能》 《天堂沒有眼淚》《青春為名》《Kiss Me》             |
| 2025年5月31日  | 時光Classic演唱會嘉興站 | 嘉興 | 《密室逃脫》《萬分之一》《專屬合約》《很高興認識你》 《這晚風》《還愛著你》《重新選擇》《天堂沒有眼淚》 《青春為名》《Kiss Me》                             |
| 2025年6月2日   | 時光Classic演唱會蘭州站 | 蘭州 | 《密室逃脫》《萬分之一》《專屬合約》《很高興認識你》 《這晚風》《還愛著你》《九月》《有沒有一種可能》 《青春為名》《Kiss Me》                               |
| 2025年6月29日  | BAZAAR GALA 芭莎之夜    | 上海 | 《密室逃脫》《萬分之一》《專屬合約》《愛我多一些》 《唯一的你》《這晚風》《他們都不懂》《天堂沒有眼淚》 《有沒有一種可能》《青春為名》《Kiss Me》           |

發佈會
| 日期          | 演唱會名稱                           | 地點             | 表演曲目     |
| 2020年5月28日 | 《格格不入》全新專輯發佈會           | 台北東方文華酒店 | 《我夢見你》 |
| 2024年5月21日 | 《青春為名》簽約發表會暨新專輯試聽會 | 北京寶格麗酒店   | 《還愛著你》 |

### 晚會/其他 演出
| 年份 | 日期     | 演唱會名稱                                          | 表演曲目                                                           |
| 2018 | 7月6日   | 浙江衛視 奔跑嘉年華                                 | 《陪你飛》                                                         |
| 2018 | 8月4日   | 湖南衛視 青春芒果夜                                 | 《那些你很冒險的夢》                                               |
| 2018 | 11月17日 | 麟犀之夜全息演唱會                                  | 《我是你的》                                                       |
| 2018 | 12月9日  | 2018 咪咕次元盛典                                   | 《我是你的》《解碼遊戲》                                           |
| 2018 | 12月12日 | 芭莎男士2018商業星力量「智美先鋒」年度盛典          | 《我是你的》                                                       |
| 2018 | 12月30日 | 領跑2019浙江衛視愛你依舊演唱會                      | 《我是你的》《解碼遊戲》《一半是我》                               |
| 2019 | 5月10日  | 第二届 青春颂 两岸青年原创金曲演唱会                | 《有夢可待》                                                       |
| 2019 | 10月12日 | 限定的記憶 告別演唱會                               | 《為你綻放》 與NINE PERCENT成員《創新者》《Good Things》《離不開》 |
| 2019 | 12月5日  | 搜狗IN盛典 搜狗IN全景臻選禮                         | 《為你綻放》                                                       |
| 2019 | 12月8日  | 騰訊音樂娛樂盛典                                    | 《一半是我》《為你綻放》《專屬合約》                               |
| 2019 | 12月31日 | 北京衛視 BTV環球跨年冰雪盛典                        | 《幸福特寫》 與蔡琴《恰似你的溫柔》                                |
| 2020 | 1月5日   | 酷狗直播盛典                                        | 《幸福特寫》                                                       |
| 2020 | 1月23日  | 央視 2020東南西北賀新春                             | 《果汁分你一半》                                                   |
| 2020 | 5月5日   | 相信未來 (義演)                                     | 《有夢可待》                                                       |
| 2020 | 6月1日   | 微光雲音樂會                                        | 《曾經男孩》                                                       |
| 2020 | 6月20日  | 夏日YOYO草莓音樂節                                  | 《夏日滋味》                                                       |
| 2020 | 8月16日  | 央視 唱過夏天 2020流行音樂大型演唱會                | 《最後章節》《早該知道》《夏日滋味》                               |
| 2020 | 10月1日  | 央視《2020我們的中國夢文化進萬家-"心連心"慰問演出》 | 《少年》                                                           |
| 2020 | 10月31日 | 湖南衛視“天貓雙11開幕直播盛典”                      | 《萬分之一》 與吳宣儀《有可能的夜晚》                              |
| 2020 | 11月10日 | 湖南衛視“拼多多11.11超拼夜”                         | 《女孩》《BEST造就王者》                                           |
| 2020 | 12月31日 | 浙江衛視美好有你2021跨年晚會                        | 《年少無邪》《BEST造就王者》                                       |
| 2020 | 12月31日 | 北京衛視 2021迎冬奧相約北京BRTV環球跨年冰雪盛典     | 《BEST造就王者》《我夢見你》                                       |
| 2021 | 1月29日  | 央視 《中國歌曲TOP排行榜》頒獎晚會                  | 《年少無邪》                                                       |
| 2021 | 2月10日  | 央視 2021東西南北賀新春                             | 《少年》《年少無邪》                                               |
| 2021 | 2月11日  | 央視 2021年中央廣播電視總台春節聯歡晚會             | 與李現 迪麗熱巴 劉浩存 無限少女 時代少年團《奔跑的青春》           |
| 2021 | 2月26日  | 央視 2021年中央廣播電視總台元宵晚會                 | 與王俊凱 金晨 李沁《出發吧，春天》                                 |
| 2021 | 6月13日  | 2021 海潮音樂嘉年華                                 | 《千萬星火》《年少無邪》《有夢可待》《統計學改》                   |
| 2021 | 6月14日  | 2021 央視端午好時節晚會                             | 與景甜《你是我心內的一首歌》                                       |
| 2021 | 6月16日  | 湖南衛視“天貓616開心夜直播”                         | 與賴美雲《專屬合約》                                               |
| 2021 | 6月27日  | 電影之歌·中國經典電影歌曲音樂會                     | 《年少無邪》《千萬星火》                                           |
| 2022 | 1月10日  | 湖南衛視 小芒年貨節                                 | 《青春的酸也很甜》 與鞠婧禕《花海》                                |
| 2022 | 1月28日  | 央视 春晚有心意                                     | 《跟著感覺走》《初心的向陽》                                       |
| 2022 | 1月30日  | 央視 2022東西南北賀新春                             | 《青春的酸也很甜》《初心的向陽》                                   |
| 2022 | 2月1日   | 湖南衛視 2022全球華僑華人春節大聯歡                 | 與韓雪《虎耀中國年》                                               |
| 2022 | 7月17日  | 原子少年 總決賽                                     | 《反轉未來》                                                       |
| 2022 | 8月13日  | 央視頻 這young的夏天 音樂會                         | 《初心的向陽》                                                     |
| 2022 | 9月8日   | 支付寶會員中秋音樂會                                | 《翻篇》《重新選擇》《唯一的你》《初心的向陽》                     |
| 2022 | 9月9日   | 河南衛視 中秋奇妙遊                                 | 首唱《此時明月》                                                   |
| 2022 | 9月9日   | 第29屆大學生電影節青春之夜                          | 與張藝凡《青春》                                                   |
| 2022 | 9月10日  | 中國說唱巔峰對決 決賽(上)                           | 《反轉未來》                                                       |
| 2022 | 9月10日  | 央視 明月知我 閩江之心中秋電影雲歌會                | 《舊厝的瓦斯爐》                                                   |
| 2022 | 10月4日  | 新華社 聲在中國-草原樂會                            | 《翻篇》《初心的向陽》                                             |
| 2022 | 12月31日 | 湖南衛視 2022-2023湖南衞視跨年晚會                  | 《敬長大》                                                         |
| 2023 | 1月21日  | 央視 2023年中央廣播電視總台春節聯歡晚會             | 與成龍 彭昱暢 蔣依依 郭俊辰 炎明熹 祖絲《青春向太陽》              |
| 2023 | 1月22日  | 湖南衛視 “四海同春”2023全球華僑華人春節大聯歡       | 與李斯丹尼 尤長靖 鄭乃馨《爆竹聲中一歲除》                         |
| 2023 | 1月22日  | 快手 想見你新春K歌大會                              | 《想見你想見你想見你》                                             |
| 2023 | 6月17日  | 海峽兩岸論壇                                        | 與單依純《我們相信》                                               |
| 2023 | 8月17日  | 央視 飛樂山海夏日歌會                               | 《敬長大》《有夢可待》《野百合也有春天》                           |
| 2023 | 9月17日  | 央視 太湖美音樂會                                   | 首唱《呼吸》                                                       |
| 2023 | 12月16日 | 流行金曲嘉年華                                      | 《萬分之一》《反轉未來》《日心說》《為我停留》                     |
| 2023 | 12月31日 | 浙江衛視 跨年晚會                                   | 《野百合也有春天》《為我停留》                                     |
| 2023 | 12月31日 | 央視 啟航2024跨年晚會                               | 與白鹿《我們相信》                                                 |
| 2024 | 1月27日  | 央視 航天之夜晚會                                   | 與白舉綱《離開地球表面》                                           |
| 2024 | 2月3日   | 央視 美美與共                                       | 與Mereani R Masani《有夢可待》                                     |
| 2024 | 3月31日  | QQ音樂巔峰盛典                                      | 《我夢見你》《為我停留》《這晚風》                                 |
| 2024 | 6月8日   | 央視 美美與共                                       | 《很高興認識你》                                                   |
| 2025 | 1月27日  | 廣東衛視 灣區春晚                                   | 《幸福特寫》《青春為名》                                           |
| 2025 | 5月5日   | 央視 一年好景‧立夏ㄧ青春正風華                      | 《有夢可待》                                                       |

## 獲得獎項
音樂類
| 年份 | 榜單名稱                        | 奬項                                    | 結果 |
| 2019 | 亞洲新歌榜2019年度盛典          | 年度最具影響力新銳歌手                  | 獲獎 |
| 2019 | 騰訊音樂娛樂盛典                | 最受歡迎港台男歌手                      | 獲獎 |
| 2019 | 騰訊音樂娛樂盛典                | 年度暢銷數字單曲（《一半是我》）        | 獲獎 |
| 2020 | 微博星耀盛典                    | 微博年度影響力音樂人(港澳台)            | 獲獎 |
| 2020 | 流行音樂全金榜                  | 年度最受歡迎男歌手(港台地區)            | 獲獎 |
| 2020 | 流行音樂全金榜                  | 內地聯盟電台推崇歌手                    | 獲獎 |
| 2020 | 第十四屆音樂盛典咪咕匯          | 年度港台最受歡迎男歌手                  | 獲獎 |
| 2020 | 第十四屆音樂盛典咪咕匯          | 年度十大金曲《幸福特寫》                | 獲獎 |
| 2020 | 今日頭條年度娛樂大賞            | 年度人氣歌手                            | 獲獎 |
| 2021 | 第6屆 LAVENDER MUSIC AWARDS     | 最佳新人獎                              | 獲獎 |
| 2021 | 第6屆 LAVENDER MUSIC AWARDS     | 年度專輯獎 -《格格不入》                | 提名 |
| 2021 | 第6屆 LAVENDER MUSIC AWARDS     | 最佳演唱組合歌曲 - 一無所知《格格不入》 | 提名 |
| 2021 | 第6屆 LAVENDER MUSIC AWARDS     | 最佳飛躍獎                              | 提名 |
| 2021 | 第2屆TMEA騰訊音樂娛樂盛典       | 年度全能新鋭歌手                        | 獲獎 |
| 2021 | 第2屆TMEA騰訊音樂娛樂盛典       | 年度最具潛力歌手                        | 獲獎 |
| 2021 | 第一屆央視《中國歌曲TOP排行榜》 | 最受歡迎新人                            | 獲獎 |
| 2021 | 2021鳳凰網時尚之選              | 年度實力歌手                            | 獲獎 |
| 2023 | 流行金曲排行榜                  | 年度最受歡迎歌手                        | 獲獎 |
| 2023 | 流行金曲排行榜                  | 年度專輯《日心說》                      | 獲獎 |
| 2024 | QQ音樂巔峰盛典                  | 年度巔峰人氣歌手                        | 獲獎 |
| 2025 | BAZAAR GALA 芭莎之夜            | 實力歌手                                | 獲獎 |

###### 影視類
| 年份 | 榜單名稱                 | 奬項               | 結果 |
| 2019 | 粵港澳大灣區電影行業大會 | 最受期待新演員     | 獲獎 |
| 2020 | 2020鳳凰網時尚之選       | 年度時尚全能演員   | 獲獎 |
| 2020 | 騰訊視頻星光大賞         | 年度飛躍電影演員   | 獲獎 |
| 2021 | 2021微博電影之夜         | 年度潛力演員       | 獲獎 |
| 2021 | 第八屆文榮獎             | 最佳青年電影男演員 | 提名 |

其他
| 年份 | 榜單名稱              | 奬項               | 結果 | 備註 |
| 2019 | 新浪時尚風格大賞      | 年度商業價值藝人   | 獲獎 |      |
| 2019 | 2019今日頭條年度盛典  | 年度風尚明星       | 獲獎 |      |
| 2019 | 2019搜狗IN全景·臻選禮 | 最IN影響力藝人     | 獲獎 |      |
| 2019 | 新浪時尚2019風格大賞  | 年度商業價值藝人   | 獲獎 |      |
| 2019 | 2019今日頭條年度盛典  | 年度風尚明星       | 獲獎 |      |
| 2021 | 微博星耀盛典-線上頒發 | 星耀王者獎         | 獲獎 |      |
| 2023 | 2023年度慈善盛典      | 年度公益號召力歌手 | 獲獎 |      |